# Tour Défense 2000
La Tour Défense 2000, anche chiamata Tour PH3, è un grattacielo situato nel quartiere finanziario della Défense, a Puteaux, comune alla periferia di Parigi. 
La Tour Défense 2000 è l'edificio residenziale più alto della Francia. È stato costruito tra l'aprile 1971 e il novembre 1974. Questo edificio ha 47 piani e 370 appartamenti per una popolazione di circa 900 persone. Una scuola materna occupa il piano terra.
Postazione di sicurezza 24 ore su 24.